# Марта (приток Кубани)
Ма́рта (адыг. Мартэ, Тохътомат, Псыхъомат) — река в России, протекает в Краснодарском крае и Адыгее, впадает в Краснодарское водохранилище у села Джиджихабль. Длина реки составляет 68 км, площадь водосборного бассейна — 726 км².
Притоки (км от устья)
- 35 км: река Цице (Цице, балка Цице) (пр)

Название предположительно происходит от адыг. амард — «крутой склон». Другие исследователи считают значение топонима неустановленным.

## Данные водного реестра
По данным государственного водного реестра России относится к Кубанскому бассейновому округу, водохозяйственный участок реки — Кубань от города Усть-Лабинск до Краснодарского гидроузла, без рек Белая и Пшиш. Речной бассейн реки — Кубань.
Код объекта в государственном водном реестре — 06020001312108100005309.